# 宽果 (巴拿马)
宽果是巴拿马科隆省圣伊萨贝尔区的一个城市，2010年是人口为442。 该市2000年时人口为159，1990年时人口为331。